# Фигурнов, Виктор Эвальдович
Ви́ктор Э́вальдович Фигурно́в (род. 1961) — автор известной российской книги-учебника по персональным компьютерам — «IBM PC для пользователя», которая на Московской международной выставке-ярмарке 2000 года признана книгой года в номинации «Бестселлер».

## Биография
Родился в семье математика, экономиста и специалиста по методам статистики в экономике Эвальда Болеславовича Фигурнова (род. 25 января 1935).
Окончил механико-математический факультет и аспирантуру по специальности «Теория вероятностей и математическая статистика» МГУ им. М. В. Ломоносова. Генеральный директор НПО «Информатика и компьютеры» (1995—2001), ЗАО «Золотое слово» (с 2005 года). 24 марта 2009 года согласно указу президента России № 316 вышел из гражданства Российской Федерации. Получил гражданство Латвии. Проживает в Москве.

## Учебник
Первое издание «IBM PC для пользователя» вышло весной 1990 года. Затем книга перерабатывалась и дополнялась, последнее седьмое издание было подготовлено в 1997 году. Суммарный тираж её различных редакций к 2003 году составил более 3,5 млн экземпляров. Значительное число начинающих пользователей в России и СНГ пользовались (пользуются) этим учебником. Последнее издание многократно переиздавалось вплоть до 2006 года.
В интервью «Российской газете» 16 сентября 2003 года автор так объяснил причины успеха книги:

… Индивидуальные пользователи отвечают… за свой компьютер, и для обеспечения… безопасности они сейчас должны знать и делать довольно много. …Все это очень напоминает ситуацию 30—40-летней давности с автомобилями.
Пока люди могут получать необходимые знания… из книг, из Интернета… и если в школе будут рассказывать,… будет очень здорово. …Полагаю, что автору учебника… следует указывать, что является общими принципами, а что — особенностями их реализации…
— Ваши книги большое внимание уделяли описанию функций и «клавиш» конкретных программ, но в итоге читатель получал и общее представление об организации компьютера и его систем. Каков правильный баланс общих объяснений и конкретных инструкций?
— Я считаю, что общих объяснений и мотивировок должно быть ровно столько, чтобы читатель смог применять конкретные инструкции осознанно…
— Существует ли страх компьютера у взрослых, обучающихся его использованию?
— У многих взрослых — да. …Вообще мне кажется, что ясный, понятный, логично построенный учебник или учебный курс — лучшее средство против подобных страхов.

Седьмое издание содержит подробный и доступный для начинающих взгляд на возможности компьютера, его устройств, программ, локальных и глобальных сетей, методики работы в среде DOS и Windows, способы использования наиболее популярных и полезных, по мнению автора, программ — Norton Commander, Norton Utilities, Лексикон, Aidstest, Dr. Web, ADinf и т. д. Для более опытных пользователей предназначены главы о конфигурировании DOS и Windows, защите от компьютерных вирусов, обеспечении сохранности данных и т. д.
В 2006 году выпущены две новые книги — «Windows для начинающих» и «Windows для начинающих и опытных».